# Achrophyllum tenuinerve
Achrophyllum tenuinerve är en bladmossart som beskrevs av H. Robinson 1974. Achrophyllum tenuinerve ingår i släktet Achrophyllum och familjen Hookeriaceae. Inga underarter finns listade i Catalogue of Life.